# Tübinger Brotkrawall

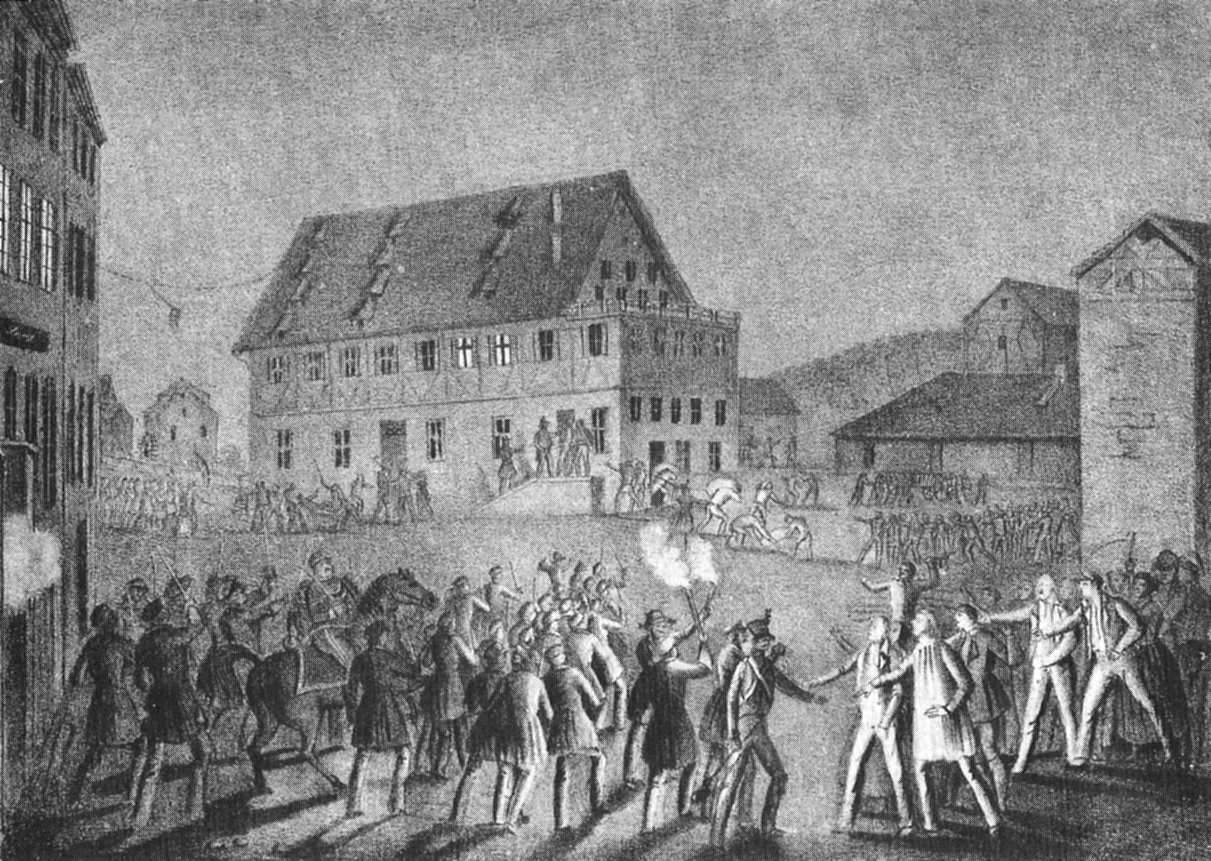
Sturm auf die Schweickhardt’sche Kunstmühle am 4. Mai 1847 (Lithographie von Carl Baumann, 1847)

Der Tübinger Brotkrawall war ein handgreiflicher Volksaufstand, bei dem bewaffnete Studenten den während einer Hungersnot bedrängten Müllern der Schweickhardtschen Mühle zu Hilfe kamen.
Am Abend des 3. Mai 1847 kam es zu einem gewaltsamen Sturm auf die Schweickhardt’sche Kunstmühle, der durch eine Hungersnot und starke Teuerung in Württemberg ausgelöst worden war. Die hungerleidende Bevölkerung verdächtigte die Gebrüder Schweickhardt, Mehl zurückzuhalten oder ins Ausland zu verkaufen, um die Preise in die Höhe zu treiben.
Ein aus etwa 150 – sich zur liberalen Opposition zählenden – Studenten bestehendes akademisches Sicherheits-Corps der Universität Tübingen wurde unter der Führung von Carl Heinrich Ludwig Hoffmann aus den Arsenalen der Universität bewaffnet. Das Sicherheitscorps beendete die Unruhen, indem es gegen die Interessen der armen Bevölkerungsschichten antrat und das Eigentum der Gebrüder Schweickhardt schützte. Ähnliches geschah schon 1831 beim sogenannten Gôgenaufstand. Die Anführer des Sturms wurden zu mehreren Monaten Gefängnis verurteilt. Der Vorwurf des Spekulantentums wurde im Nachhinein für ungerechtfertigt befunden.